# James Tomkins (remero)
James Bruce Tomkins (Sídney, 19 de agosto de 1965) es un deportista australiano que compitió en remo, tres veces campeón olímpico y siete veces campeón mundial.
Participó en seis Juegos Olímpicos de Verano, obteniendo en total cuatro medallas, oro en Barcelona 1992 (cuatro sin timonel), oro en Atlanta 1996 (cuatro sin timonel), bronce en Sídney 2000 (dos sin timonel) y oro en Atenas 2004 (dos sin timonel).
Ganó siete medallas de oro en el Campeonato Mundial de Remo entre los años 1986 y 2003.
Fue el abanderado de Australia en la ceremonia de apertura de los Juegos de Pekín 2008.
En 1987 fue condecorado con la Medalla de la Orden de Australia (OAM). En 2010 recibió la Medalla Thomas Keller de la FISA. En 2012 fue incluido en el Salón de la Fama del Deporte Australiano.

## Palmarés internacional
| Juegos Olímpicos   | Juegos Olímpicos         | Juegos Olímpicos  | Juegos Olímpicos   |
| Año                | Lugar                    | Medalla           | Prueba             |
| ------------------ | ------------------------ | ----------------- | ------------------ |
| 1992               | Barcelona (España)       | Medalla de oro    | Cuatro sin timonel |
| 1996               | Atlanta (Estados Unidos) | Medalla de oro    | Cuatro sin timonel |
| 2000               | Sídney (Australia)       | Medalla de bronce | Dos sin timonel    |
| 2004               | Atenas (Grecia)          | Medalla de oro    | Dos sin timonel    |
| Campeonato Mundial |                          |                   |                    |
| Año                | Lugar                    | Medalla           | Prueba             |
| 1986               | Nottingham (Reino Unido) | Medalla de oro    | Ocho con timonel   |
| 1990               | Tasmania (Australia)     | Medalla de oro    | Cuatro sin timonel |
| 1991               | Viena (Austria)          | Medalla de oro    | Cuatro sin timonel |
| 1998               | Colonia (Alemania)       | Medalla de oro    | Dos con timonel    |
| 1998               | Colonia (Alemania)       | Medalla de oro    | Cuatro con timonel |
| 1999               | St. Catharines (Canadá)  | Medalla de oro    | Dos sin timonel    |
| 2003               | Milán (Italia)           | Medalla de oro    | Dos sin timonel    |